# Дорошенко Олексій (гірничий інженер)
Дорошенко Олексій (гірничий інженер) — гірничий інженер. Голова Бакинського відділення Імператорського російського технічного товариства (у 1890-х роках).
Гірничий інженер Олексій Дорошенко керував технічними роботами на першому нафтопереробному заводі братів Нобелів, пізніше на запрошення промисловця Василя Кокорева очолив найбільший Сураханський нафтоперегінний завод, створив першу на Апшероні технологічну лінію з отримання мастил із залишків і відходів виробництва, збудував лабораторію для дослідження нафтопродуктів і розробив оригінальні методики оцінювання їхньої якості. У 1890-х роках був обраний головою Бакинського відділення Імператорського російського технічного товариства.